# William Marshal, 1. Earl of Pembroke
William Marshal, 1. Earl of Pembroke (* 1144; † 14. Mai 1219 in Caversham), auch bekannt unter dem Namen Guillaume le Maréchal oder einfach nur the Marshal genannt, war ein anglo-normannischer Ritter, englischer Baron sowie ein Regent und Lord Marshal von England.
Insbesondere aufgrund seiner Erfolge als Turnierkämpfer galt er bereits im Mittelalter als einer der berühmtesten und besten Ritter seiner Zeit. Er diente nacheinander fünf Königen der Plantagenets (Heinrich II., Heinrich dem Jüngeren, Richard Löwenherz, Johann Ohneland und Heinrich III.) und erlebte den Aufstieg und den Untergang des angevinischen Reiches.

## Leben

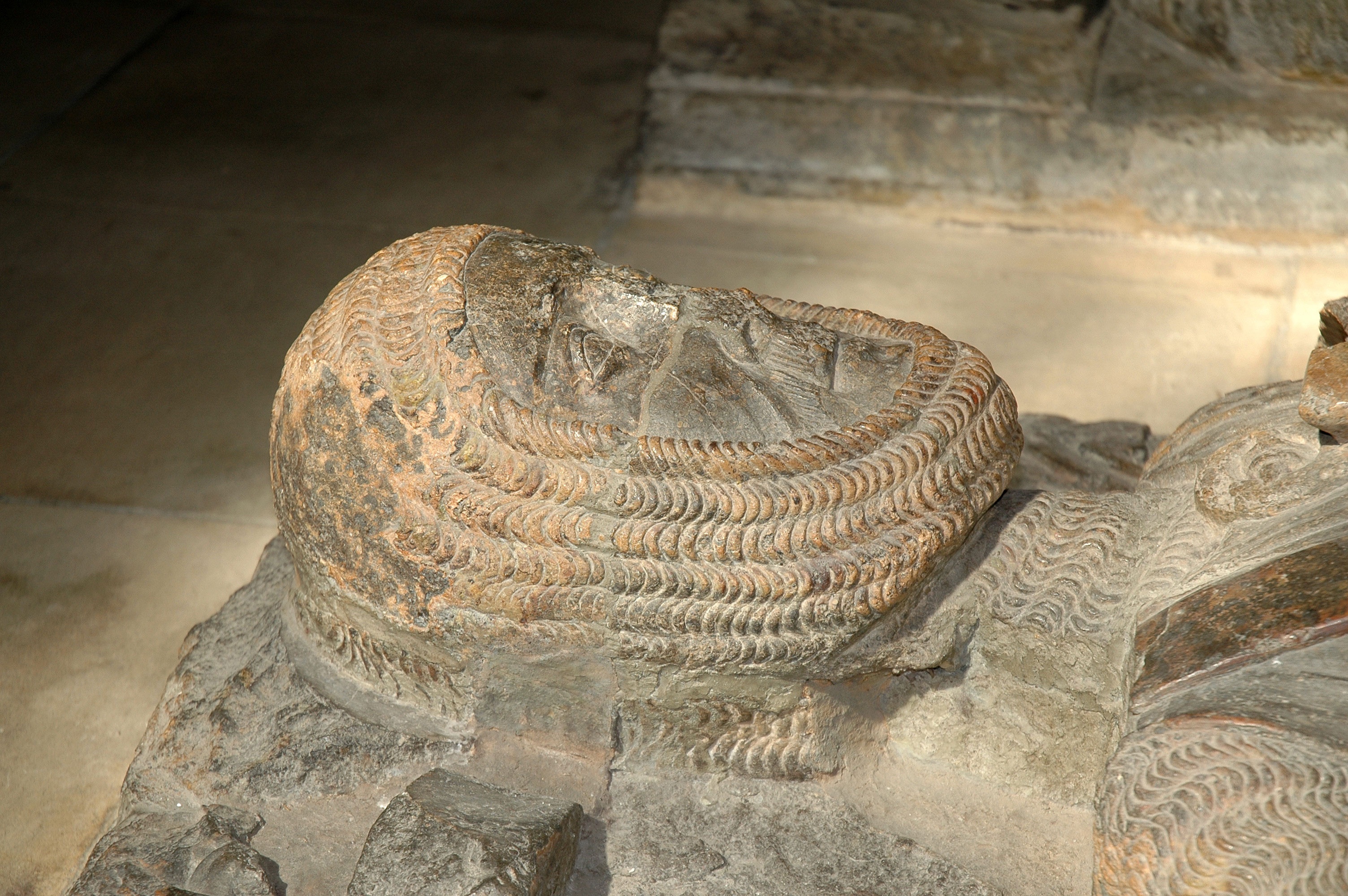
Die Liegefigur von William Marshal in der Temple Church

William entstammte der anglonormannischen Familie Marshal. Er war der zweite von vier Söhnen von John FitzGilbert († 1165) und von dessen zweiter Ehefrau Sibyll of Salisbury. Zu seinen Geschwistern gehörte der ältere Vollbruder John Marshal († 1194), der jüngere Bruder Henry Marshal sowie der älteste Halbbruder Gilbert († 1166). Die Familie war anglo-normannischer Herkunft, das heißt, sie stammte aus der Normandie und kam aller Wahrscheinlichkeit nach im Zuge der Eroberung Englands 1066 durch Wilhelm den Eroberer auf die Insel. Der Vater besaß Güter in Wiltshire und hatte am königlichen Hof das Amt eines Master-Marshal inne, der für die Aufzucht und Pflege der Pferde verantwortlich war.
William wurde in die Zeit der so genannten Anarchy, dem englischen Bürgerkrieg zwischen König Stephan und der „Kaiserin“ Matilda, hineingeboren. Der Vater stand dabei zunächst auf der Seite Stephans, von dem er zum Kastellan von Marlborough ernannt wurde. Unter dem Einfluss seiner zweiten Frau, deren Familie zu den Feinden Stephans zählte, wechselte er 1141 die Seite. 1152 wurde Johns Burg in Newbury von König Stephan belagert. Nach der legendenhaften Überlieferung soll der König dabei den jungen William mit einem Seil um den Hals vor die Burg geführt und dem Vater gedroht haben, ihn an einem Baum aufzuhängen, sollte er sich nicht unterwerfen. John aber lehnte aus Treue zu Matilda eine Kapitulation ab, bereit den Sohn zu opfern. Der König soll von dieser Opferbereitschaft so beeindruckt gewesen sein, dass er auf die Exekution verzichtete.
Nach dem Ende des Bürgerkrieges und dem Machtantritt König Heinrichs II. Plantagenet – dem ältesten Sohn von Matilda – wurde William von seinem Vater in die Normandie geschickt, wo er als Knappe im Dienst des Guillaume de Tancarville (Haus Tancarville) stand. Im Jahr 1164 erhielt er schließlich die Schwertleite und schloss sich darauf dem Gefolge seines Onkels Earl Patrick of Salisbury an. Zusammen waren sie für die Sicherheit des Königspaares auf seinen Reisen verantwortlich. Im Jahr 1168 geleiteten sie die Königin Eleonore von Aquitanien durch ihr Heimatland Aquitanien. Dabei wurden sie von dem rebellischen Gottfried von Lusignan und dessen Anhang angegriffen; Earl Patrick fiel im Kampf, William aber rettete die Königin und brachte sie in das nahe gelegene Poitiers in Sicherheit. Diese Waffentat begründete seinen Ruf als tapferer und loyaler Ritter. Der älteste Königssohn, Heinrich der Jüngere, wurde ihm darauf zur Ausbildung anvertraut. Nachdem er dem jungen König 1173 die Schwertleite erteilte, machte sich William mit ihm in den folgenden Jahren einen Namen als Turnierkämpfer an den Fürstenhöfen Frankreichs. Zum Beispiel bei dem großen Turnier des Grafen von Champagne in Lagny-sur-Marne 1179, wo er die Bekanntschaft des Ritters Baudouin de Béthune machte, oder 1180 in Joigny, wo er zusammen mit dem jungen König um die Gunst der Gräfin wetteiferte. Im Jahr 1183 unterstützte er seinen Freund und Schützling bei dessen Revolte gegen den Vater, doch der junge König Heinrich starb noch im selben Jahr nach einer Krankheit. William führte das Geleit zu seinem Grab in Rouen.

Wappen des William Marshal

Anschließend begab sich William in das Heilige Land, wo er zwei Jahre gegen die Sarazenen kämpfte. Wieder in der Heimat trat er in die Dienste des alten Königs Heinrich II. Plantagenet, dem er nun loyal im Kampf gegen dessen Sohn Richard Löwenherz und König Philipp II. von Frankreich beistand. Als der König am 12. Juni 1189 überstürzt aus Le Mans vor seinem Sohn fliehen musste, deckten William Marshal und Baudouin de Béthune seine Flucht. Dabei trugen sie nacheinander einen Zweikampf gegen Richards Ritter André de Chauvigny aus, den William vom Pferd stoßen und gefangen nehmen konnte. In Chinon stand William, neben Béthune und dem Bastard Geoffrey, am 6. Juli 1189 als einer der letzten Getreuen am Totenbett des Königs. Williams hohes Ansehen und der ihm entgegengebrachte Respekt seitens Richards Löwenherz sicherte ihm auch unter dessen Herrschaft einen Posten im Umfeld des Hofes. Auch wenn er nicht dem persönlichen Gefolge des neuen Königs angehörte, wurde ihm die Ehe mit Isabel de Clare gestattet, Tochter von Richard Fitz Gilbert de Clare, genannt „Strongbow“, und eine der reichsten Erbinnen jener Zeit. Diese brachte die Grafschaft Pembroke und ausgedehnte Güter in Irland mit in die Ehe. Während der Abwesenheit des Königs auf dem Dritten Kreuzzug und dessen anschließender Gefangenschaft in Österreich (1190–1194) war William ein Mitglied des regierenden Rates in England. Dabei unterstützte er zunächst den Prinzen Johann Ohneland bei dem Sturz des Regenten William Longchamp, allerdings trat er 1193 wieder auf die Seite der Loyalisten und nahm an der Bekämpfung Prinz Johanns teil. König Richard verzieh ihm sein Fehlverhalten und übertrug ihm 1194 das Amt des Master-Marshal nach dem Tod seines älteren Bruders John. Am 27. Mai 1199 verlieh ihm Richard zudem den erblichen Titel Earl of Pembroke. Aus einem Erbanspruch seiner Gattin erwarb er Anfang des 13. Jahrhunderts die Grafschaft Longueville in der Normandie.
Nach Richard Löwenherz’ Tod 1199 trat William nun in die Dienste des neuen Königs Johann Ohneland. Ihn begleitete er nach Irland und 1212 nach Wales. An der Revolte der Barone nahm er nicht teil, im Gegensatz zu seinem ältesten Sohn. Dennoch riet er dem König am 15. Juni 1215 in Runnymede zur Unterzeichnung der Magna Charta. Als im Jahr 1216 der französische Prinz Ludwig der Löwe auf Einladung der Barone an der englischen Küste landete, blieb William weiterhin loyal zu König Johann, obwohl dessen Sache scheinbar verloren war, als fast das gesamte Land unter die Kontrolle des Prinzen Ludwig fiel und die meisten der Barone zu diesem übergingen. Diese unerschütterliche Treue zu seinem König verschaffte William neues Ansehen als ideales Vorbild eines loyalen Ritters und eidverpflichteten Vasallen. Auf seinem Totenbett in Newark übertrug ihm der König die Vormundschaft über den noch unmündigen Königssohn und designierte ihn somit zum Regenten des Königreichs. Unmittelbar nach des Königs Tod am 25. Oktober 1216 ließ William den jungen Heinrich III. zum König krönen und erreichte bei Honorius III. für den Jungen den päpstlichen Schutz. Anschließend stellte sich der über siebzigjährige William an die Spitze eines Heeres, um gegen die Armee des Prinzen Ludwig zu ziehen. Am 20. Mai 1217 siegte er in der Schlacht von Lincoln über die Truppen des Prinzen und tötete dabei deren Befehlshaber Thomas von Le Perche im Zweikampf. Nach weiteren militärischen Erfolgen und dem Seitenwechsel mehrerer Barone zu Heinrich III. konnte der Prinz von der Insel vertrieben und somit der Untergang der Plantagenets verhindert werden. Kurz vor seinem Tod im Jahr 1219 trat William – bereits über 70 Jahre alt – dem Templerorden bei.
William Marshal wurde in der Temple Church von London bestattet. Die Liegefigur seines Grabes ist dort heute noch zu sehen. Nach seinem Tod führten Hubert de Burgh (bis 1232) und Peter des Roches die Regentschaft, die sich dabei gegenseitig bekämpften. Zwischen 1232 und 1234 rebellierte Richard Marshal, der zweitältester Sohn Williams gegen den König bzw. gegen seine Berater. Heinrich III. vertraute nach seiner Heirat kaum noch englischen Beratern. Zuerst waren die savoyardischen Onkel seiner Frau, danach seine Halbbrüder (Haus Lusignan) sehr einflussreich.
Williams ältester gleichnamiger Sohn gab um 1226 die Verschronik L'Histoire de Guillaume le Maréchal in Auftrag, die das ereignisreiche Leben seines Vaters für die Nachwelt festhielt.

## Erfolge als Turnierritter
Der politische Erfolg von William Marshal bleibt unverständlich, wenn man nicht seine vielen Erfolge als Turnierkämpfer berücksichtigt. Er galt als der erfolgreichste Turnierkämpfer seiner Zeit, wenn nicht des 12. Jahrhunderts. Er stieg die soziale Leiter empor nur aufgrund seiner Möglichkeiten als Turnierprofi. Bereits bei seinem ersten Turnier in Le Mans (1167, also mit 23 Jahren) gewann er 4½ Pferde und noch einmal die gleiche Anzahl für seinen Lehrmeister William of Tancarville. Um möglichst erfolgreich zu sein, schloss er sich mit einem anderen Ritter aus der Trainingsgruppe des Königs zusammen, mit dem er alle Kosten und alle Gewinne teilte. In den zehn Monaten der Kampfsaison gelang es ihnen, 103 Ritter gefangen zu nehmen, samt deren Ausrüstungen. Dies stellte für die damalige Zeit einen einmaligen Rekord dar. Nicht nur dank seiner Loyalität, sondern auch aufgrund seines Rufes als bester Turnierprofi, wurde ihm die kämpferische Ausbildung des Königssohnes anvertraut. Nach John Marshall Carter gewann William Marshal im Laufe seiner Karriere Lösegeld für mehr als 500 Ritter und außerdem 188 Ritterfräulein als Preise.

## Nachkommen
Aus seiner Ehe mit Isabel de Clare, Countess of Pembroke, hatte William Marshal mehrere Kinder:
- William Marshal, 2. Earl of Pembroke (um 1190–1231)
- Maud Marshal (1192–1248), ⚭ (1) Hugh Bigod, 3. Earl of Norfolk († 1225), ⚭ (2) William de Warenne, 5. Earl of Surrey (1166–1240), ⚭ (3) Walter de Dunstanville
- Richard Marshal, 3. Earl of Pembroke († 1234), Graf von Longueville
- Gilbert Marshal, 4. Earl of Pembroke (1194–1241)
- Walter Marshal, 5. Earl of Pembroke (1196–1245)
- Anselm Marshal, 6. Earl of Pembroke († 1245)
- Joan Marshal, ⚭ Warin de Munchensi († 1255)
- Isabel Marshal (1200–1240), ⚭ (1) Gilbert de Clare, 4. Earl of Hertford († 1230), ⚭ (2) Richard von Cornwall (1209–1272)
- Sibyl Marshal, ⚭ William de Ferrers, 5. Earl of Derby († 1254)
- Eva Marshal (1203–1246), ⚭ William de Braose, 7. Baron of Bramber

Alle Söhne hinterließen keine Erben, weshalb das Earldom of Pembroke beim Tod des jüngsten von ihnen 1245 erlosch. Wesentliche Teile der Ländereien in Pembrokeshire fielen daraufhin über Joan de Munchensi († 1307), eine Tochter von Williams Tochter Joan Marshal, an deren Gatten William de Valence, einen Halbbruder König Heinrichs III., dem später auch der Titel Earl of Pembroke neu verliehen wurde.